# Roger Ilegems
Roger Ilegems (Niel, 13 dicembre 1962) è un ex pistard e ciclista su strada belga.
Nel 1984, da dilettante, vinse la medaglia d'oro nella corsa a punti ai Giochi olimpici svoltisi a Los Angeles; successivamente fu professionista fino al 1991.